# Kergrist-Moëlou
Kergrist-Moëlou è un comune francese di 691 abitanti situato nel dipartimento delle Côtes-d'Armor nella regione della Bretagna.

## Società

### Evoluzione demografica
Abitanti censiti